# Stertinius
Stertinius is een geslacht van spinnen uit de familie springspinnen (Salticidae).

## Soorten
De volgende soorten zijn bij het geslacht ingedeeld:
- Stertinius balius (Thorell, 1890)
- Stertinius capucinus Simon, 1902
- Stertinius cyprius Merian, 1911
- Stertinius dentichelis Simon, 1890
- Stertinius kumadai Logunov, Ikeda & Ono, 1997
- Stertinius leucostictus (Thorell, 1890)
- Stertinius magnificus Merian, 1911
- Stertinius niger Merian, 1911
- Stertinius nobilis (Thorell, 1890)
- Stertinius patellaris Simon, 1902
- Stertinius pilipes Simon, 1902
- Stertinius splendens Simon, 1902